# جری لئونارد
جری لئونارد (انگلیسی: Gerry Leonard؛ زادهٔ ۲۶ فوریهٔ ۱۹۶۱/۱۹۶۲) موسیقی‌دان ایرلندی است. وی از سال ۱۹۸۹ میلادی مشغول فعالیت بوده‌است. او بابت سبک گیتار هارمونیک و امبینت و همکاری با موسیقی‌دان انگلیسی دیوید بویی شهرت دارد. او در تهیهٔ آلبوم‌های هیتن، واقعیت و روز بعد بویی مشارکت داشته‌است.